# L'aquila d'acciaio
L'aquila d'acciaio (Iron Eagle) è un film del 1986 diretto da Sidney J. Furie.
La pellicola, con interpreti Louis Gossett Jr. e Jason Gedrick, è anche il primo capitolo della serie Iron Eagle, che comprende altre 3 pellicole: Aquile d'attacco, Air Force - Aquile d'acciaio 3 e Aquile d'acciaio 4. Nella colonna sonora è presente il brano Iron Eagle (Never say die) composto e cantato per l'occasione dai King Kobra.

## Trama
Doug Masters è un pilota civile, in gamba ma poco ligio alle regole e incline a fare di testa sua; il suo sogno è di entrare in accademia aeronautica, per seguire le orme di suo padre Ted, colonnello decorato della U.S. Air Force; ma il suo sogno viene cancellato dal rifiuto della sua domanda di ammissione; intanto suo padre viene abbattuto nel mar Mediterraneo, in acque internazionali ma in vicinanza dello stato arabo di Bylia (una poco sottile citazione della Libia); un processo farsa condanna il pilota a morte per impiccagione entro tre giorni.
Poiché il governo degli Stati Uniti non intende intervenire, Doug decide di montare una personale operazione di soccorso, e viene aiutato dal colonnello Charles Sinclair detto Chappy, veterano del Vietnam e ora membro della riserva dell'aviazione; Chappy ha già ha avuto a che fare con Ted Masters, pur non avendolo incontrato, ed è rimasto impressionato favorevolmente. Doug gli chiede di aiutarlo mettendogli a disposizione le sue risorse di intelligence e un caccia F-16 Fighting Falcon; Chappy acconsente, poiché stava già pensando di compiere lui stesso la missione, ma a patto di partecipare.
Il giorno dell'esecuzione del colonnello Masters, Doug e Chappy partono da una base nel Mediterraneo con due F-16B (versioni biposto del caccia) e ingaggiano battaglia con i Mig-23 arabi; riescono ad abbatterli, ma l'aereo di Chappy è colpito dalla contraerea e cade; alla radio, il veterano ordina al giovane Doug di attivare una registrazione che ha installato sul suo caccia, poi l'aereo si schianta; la registrazione istruisce il pilota su come eseguire il piano; Doug chiama la base di Bylia alla radio e finge di essere a capo di un intero squadrone di caccia, minacciando di attaccare se suo padre non viene rilasciato; il colonnello Masters viene liberato, ma un cecchino gli spara ferendolo.
Per rappresaglia Doug attacca la base distruggendola e sgancia bombe al napalm per bloccare le truppe di terra, così da poter atterrare in sicurezza e portare suo padre a bordo; al decollo sono però intercettati da un'altra squadra di Mig, comandata da un asso locale, il colonnello Akir Nakesh; Doug è costretto a ingaggiare un duello aereo con lui, che termina quando un suo missile colpisce il Mig. Ora Doug è a corto di munizioni e carburante, e i restanti Mig gli danno la caccia; ma in suo soccorso arriva uno squadrone di F-16 dell'aeronautica americana, che avvertono i Mig di desistere dall'inseguimento e scortano figlio e padre in Germania Ovest, alla base di Ramstein; qui Ted Masters viene affidato ai medici, mentre Doug scopre che Chappy è sopravvissuto eiettandosi dal caccia e finendo in mare, dove lo ha trovato un peschereccio egiziano.
I due vengono portati davanti a una commissione di ufficiali dell'aeronautica, che vorrebbe condannarli per le loro azioni non autorizzate; tuttavia questo imporrebbe di avviare una corte marziale pubblica, svelando le fughe di dati e i difetti nella sicurezza dell'aviazione militare statunitense; così la commissione chiude l'incidente, imponendo ai due di non parlarne mai in pubblico; Chappy riesce anche a ottenere l'ammissione all'accademia aeronautica per Doug. Qualche giorno dopo, Doug, Chappy e il convalescente Ted Masters tornano negli Stati Uniti su un volo messo a disposizione dal presidente, per riunirsi con famiglie e amici.

## Produzione
Per le scene con gli F-16 e i "MiG" (questi ultimi in realtà degli IAI Kfir C-2) la produzione noleggiò dei velivoli in forza all'aeronautica militare israeliana.